# 何塞加爾韋斯區
6°55′34″S 78°07′57″W / 6.9260°S 78.1326°W
何塞加爾韋斯區（西班牙語：Distrito de José Gálvez），是秘魯的一個區，位於該國北部卡哈馬卡大區的塞倫丁省，始建於1887年11月7日，面積58平方公里，海拔高度2,590米，2005年人口2,687，人口密度每平方公里46人。